# Hermann Joseph Muller
Hermann Joseph "H. J." Muller (Manhattan, New York, 21. prosinca 1890. – Indianapolis, 5. travnja 1967.), američki genetičar.
Najpoznatiji je po svome otkriću o fiziološkim i genetičkim učincima zračenja (X-zrake) za koje je i dobio Nobelovu nagradu za fiziologiju ili medicinu 1946. godine.
Hermann Joseph Muller (ili HJ Muller) je bio američki genetičar, prosvjetitelj i nobelovac najpoznatiji po svom radu na fiziološkim i genetskim učincima zračenja (X-ray mutageneze). Muller je često upozoravao na dugoročne opasnosti od radioaktivne padaline od nuklearnog rata i nuklearnih testiranja, pomažući podizanju javne svijesti u ovom području. Također je bio otkrivač ireducibilne složenosti, koji je bio argument kreacionizma protiv teorije evolucije od Darwinove Black Box, kontroverzne knjige Michaela Behe. On nije našao nikakvu proturječnosti između IC i evolucije, ali je opisao fenomen kao rezultat evolucije.
Muller je rođen u New Yorku i zablistao je u javnim školama. Kao adolescent, pohađao je Unitarian crkvu te je sebe smatrao panteistom. U srednjoj školi je postao ateist. Sa 16 godina je upisao Columbia College. Od svog prvog polugodišta bio je zainteresiran za biologiju, rano ga je počela zanimati teorija nasljednosti i koncept genetske mutacije i prirodne selekcije kao osnova za evoluciju. On je formirao Biologija Club i također postao zagovornik eugenike; veze između biologije i društva će mu biti višegodišnji briga. Muller je zaradio B. A. stupanj 1910. godine.
Muller je ostao na Columbia fakultetu (pre-eminentnom američkom zoološkom programu u to vrijeme, zahvaljujući E.B. Wilsonu i njegovim učenicima) diplomirati školu. U 1911-1912, studirao je metabolizam na Sveučilištu Cornell, ali je ostao uključen s Kolumbijom.  
U grupi muha, Mullerovi doprinosi su bili prvenstveno teorijska objašnjenja za eksperimentalne rezultate i ideje te predviđanja za nove eksperimente. U nastajanju suradničke kulture drosophilists, međutim, stipendija je bila dodijeljena na temelju rezultata, a ne ideje, pa se Muller osjetio prevarenim kada su ga izostavili izvan glavnih publikacija.

## Vanjske poveznice
- Muller, Hermann Joseph